# Phintella bunyiae
Phintella bunyiae là một loài nhện trong họ Salticidae.
Loài này thuộc chi Phintella. Phintella bunyiae được Alberto Barrion & James A. Litsinger miêu tả năm 1995.